# 贾米尔莫哈末詹
丹斯里贾米尔莫哈末詹（1930年1月1日—2002年5月18日），马来西亚商人。他在马来西亚重工业社（Hicom）的成立过程中发挥关键作用。

## 生平
贾米尔于1930年1月1日出生于霹雳州玲珑，并于1956年担任怡保市议会助理主席，开始了他的职业生涯。
1957年，他被任命为彭亨州而连突的助理民政官，为期两年。
1962年至1965年任工商部出口商品司副司长。后来被任命为财务总监。
1971年至1972年，他担任贸易和工业部副秘书长，后来担任联邦工业发展局（现称为马来西亚工业发展局）主席。
他在马来西亚重工业社（Hicom）的创立过程中发挥了重要作用，从1981年起一直担任该公司首席执行官，直至1995年退休。贾米尔也是MECHMAR Corporation (M) Bhd主席。

## 逝世
2002年5月18日中午12时45分，贾米尔在位于莎阿南的住所去世，享年72岁。他在去世前一年被诊断出患有肺癌，一直在新加坡一家医院接受定期治疗。
首相马哈迪·莫哈末和首相夫人茜蒂哈斯玛向他表达最后的敬意。马哈迪赞扬贾米尔在普腾（现称宝腾）的起步过程中发挥了重要作用，并做出了许多贡献。贾米尔于隔日上午10点在莎阿南穆斯林墓地安葬。

## 个人生活
他和妻子育有三个孩子。